# Făurești
Făureşti é uma comuna romena localizada no distrito de Vâlcea, na região de Oltênia. A comuna possui uma área de 30.85 km² e sua população era de 1607 habitantes segundo o censo de 2007.